# ハミッシュ・ハミルトン
ハミッシュ・ハミルトン（Hamish Hamilton, 出生名 : Mark Hamilton, 1966年4月8日 - ）は、イギリスのテレビ番組、ライブイベントのディレクターである。2010年からスーパーボウルハーフタイムショー、アカデミー賞、MTV Video Music Awardsなどのセレモニーを手掛けている。

## 生い立ち
イングランド・ブラックプールで生まれる 。スターリング大学で学んだ。

## キャリア
BBCスコットランドにおいてプロデューサー、ディレクターとしてのトレーニングを受け、キャリアをスタートさせる。BBCマンチェスターにおいてはスタジオ規模のエンターテインメント・ショーを手掛けた。現在は世界規模のライブイベント制作会社であるDone and Dustedのパートナーを務めている。
2010年からはアメリカ合衆国に進出し、アカデミー賞、スーパーボウルハーフタイムショーのディレクターを務めた。ライブコンサートにおいてはU2、ロビー・ウィリアムズ、ブリトニー・スピアーズ、ローリング・ストーンズ、ピーター・ガブリエル、ジャスティン・ティンバーレイク、マドンナ、ジェニファー・ロペス、クリスティーナ・アギレラ、ブライアン・アダムス、アヴリル・ラヴィーン、モトリー・クルー、フィル・コリンズなどの演出を監督した。このほか、MTV Video Music Awards、MTVヨーロッパ・ミュージック・アワード、ヴィクトリアズ・シークレット・ファッションショーなどを手掛けた。
2012年にはエグゼクティブ・プロデューサーとして、2012年ロンドンオリンピック、ロンドンパラリンピックの開会式、閉会式の生放送を指揮した。
ハミルトンはロンドンオリンピックの開会式を手掛けた実績により、2013年4月28日に英国アカデミー賞テレビクラフト部門特別賞を受賞したほか、エミー賞にノミネートされた。

## ビデオグラフィ
- MTVヨーロッパ – X-Ray Vision" (1996)
- ラムシュタイン - Live aus Berlin (1999)
- スパイス・ガールズ – In Concert! (2000)
- マドンナ – Drowned World Tour 2001 (2001)
- U2 – U2 Go Home: Live from Slane Castle, Ireland (2003)
- ジェイ・Z – In Concert (2003)
- フィル・コリンズ - Finally... The First Farewell Tour (2003)
- ロビー・ウィリアムズ – Live at Knebworth / What We Did Last Summer (2003)
- ピーター・ガブリエル -- Growing Up Live (2003)
- マドンナ – Re-Invention World Tour: Get Up Lisbon! (2004) (非放送)
- ブリトニー・スピアーズ - Britney Spears Live from Miami (2004)
- エミネム – Live from New York City (2005)
- U2 – Vertigo 05: Live from Milan (2006)
- ラムシュタイン - Völkerball (2006)
- ローリング・ストーンズ – The Biggest Bang (2007)
- クリスティーナ・アギレラ – Back to Basics: Live and Down Under (2008)
- ジョシュ・グローバン – Awake Live (2008)
- ニール・ダイアモンド – Hot August Night/NYC: Live from Madison Square Garden (2009)
- ザ・フー – 第44回スーパーボウルハーフタイムショー (2010)
- U2 – U2: Elevation Live from Boston|Elevation Tour (2001)[8]
- マドンナ – 第46回スーパーボウルハーフタイムショー (2012)
- 2012年ロンドンオリンピック・パラリンピック - 開会式・閉会式 (2012)
- ビヨンセ – 第47回スーパーボウルハーフタイムショー (2013)
- ブルーノ・マーズ - 第48回スーパーボウルハーフタイムショー (2014)
- ケイティ・ペリー – 第49回スーパーボウルハーフタイムショー (2015)
- コールドプレイ – 第50回スーパーボウルハーフタイムショー (2016)
- アリシア・キーズ - ヒア・イズ・タイムズスクエア (2016)
- レディー・ガガ – 第51回スーパーボウルハーフタイムショー (2017)
- アリアナ・グランデ - ワン・ラブ・マンチェスター (2017)
- ジャスティン・ティンバーレイク - 第52回スーパーボウルハーフタイムショー (2018)
- ビヨンセ - コーチェラ・フェスティバル (2018)